# الحكم العسكري الإسرائيلي

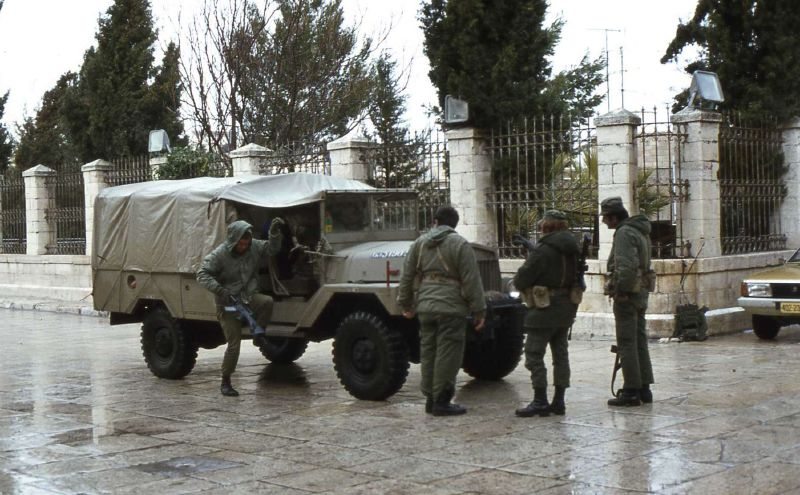
جنود إسرائيليون في باحة كنيسة المهد بمدينة بيت لحم عام 1978.

الحكم العسكري الإسرائيلي هو اسم يطلق على هيئة الحكم العسكري الذي تأسس في أعقاب حرب 1967 في يونيو 1967 وكانت مهمتها التحكم بالسكان المدنيين في الضفة الغربية، وقطاع غزة، وشبه جزيرة سيناء، وهضبة الجولان. تم إنهاء سلطة الحكم العسكري فعلياً بإعادة سيناء إلى السيادة المصرية في 1982 كما نصت معاهدة السلام المصرية الإسرائيلية وتحويل الحكم العسكري في قطاع غزة والضفة الغربية إلى الإدارة المدنية الإسرائيلية في عام 1981. وضمت إسرائيل الجزء الغربي من هضبة الجولان فعلياً في العام نفسه مما ألغى نظام الحكم العسكري كلياً.